# Лісничество (Оренбурзький район)
Лісни́чество (рос. Лесничество) — селище у складі Оренбурзького району Оренбурзької області, Росія.
Стара назва — Лісопитомник.

## Населення
Населення — 142 особи (2010; 111 у 2002).
Національний склад (станом на 2002 рік):
- росіяни — 90 %